# Jules Bocandé
Jules Bocandé (Ziguinchor, 25 novembre 1958 – Metz, 7 maggio 2012) è stato un calciatore senegalese, di ruolo attaccante.
È scomparso nel 2012 all'età di 53 anni a seguito di un'operazione chirurgica.

## Carriera
A livello di club giocò nelle massime divisioni di Senegal, Belgio e Francia (di quest'ultima fu anche capocannoniere nel 1986). Con la nazionale senegalese prese parte a tre Coppe d'Africa (1986, 1990, 1992) più ad una nel 1994 nelle vesti di allenatore.

## Palmarès

### Giocatore

#### Club
- Coppa di Lega francese: 1

Metz: 1985-1986

#### Individuale
- Capocannoniere della Ligue 1: 1

1985-1986 (28 gol)